# Peter Frederik Suhm
Peter Frederik Suhm (også Friderich) (født 18. oktober 1728 i København, død 7. september 1798 i Øverød ved Holte) var en dansk historiker og bogsamler.
Suhm var en søn af kommandørkaptajn (senere admiral) Ulrik Frederik Suhm (død 28. november 1758). Han blev født i København og i sin barndom fik han privat undervisning af forskellige lærere, heriblandt flere både dygtige og samvittighedsfulde mænd, og da han besad et udmærket nemme og stor lærelyst, gjorde han hurtig fremgang. Fra sit 11. til sit 18. år havde han Niels Chr. Graae til lærer, hvem han har givet det vidnesbyrd:
Han vedligeholdt og opflammede Lysten hos mig til de gamle (forfattere) og de gamle Sprog, ej ved at drive paa mig, langt mindre ved at knurre, men ved at gjøre al Ting let, ved at fortælle mig forud Indholdet af hvert Stykke og ved at vise mig dets Nytte og Skjønheder. Han var taalmodig, mild og beleven. Hvad jeg ved, maa jeg takke hans Lærdom og Flid for, men særdeles hans lette og milde Undervisningsmaade.

## Ungdoms og studieår
I januar 1746 blev Suhm privat indskrevet ved Københavns Universitet. Han var sikkert i mange retninger et ualmindelig udviklet ungt menneske, men den omstændighed, at han næsten hele sin skoletid havde læst alene og i sin læsning til dels havde fulgt sit eget hoved, bidrog vistnok til, at hans senere store forfattervirksomhed bærer præg af en vis mangel på metode og stringens. Sandsynligt er det også, at den stærke frihedstrang, der senere ytrede sig hos ham, har fået næring ved de overordentlig frie former, under hvilke han i sin barndom og ungdom havde tilegnet sig sine kundskaber.
Endnu efter at Suhm var blevet student, havde han privatlærere i forskellige fag som matematik og legemlige færdigheder. Da han var adelsmand, faldt det for øvrigt som af sig selv, at hans forberedelse til embedsbanen måtte ske gennem det juridiske studium, der dog ikke i nogen høj grad kunne fængsle hans livlige ånd. Inden han endnu var fyldt 20 år, blev han 23. februar 1748 udnævnt til assessor i Hofretten; tillige synes han i nogen Tid at have været auskultant i Højesteret. Hofjunkertitelen havde han tidlig fået, og 1749 udnævntes han til kammerjunker, hvorved han fik adgang til hoffet. Men hoflivet var ellers ikke det, der fængslede denne unge mand, for hvem frihed og uafhængighed gik frem for alt. Embedsvejen havde heller ikke nogen tiltrækning for ham, hvorfor han frasagde sig stillingen som assessor i Hofretten, ligesom han i en senere alder afslog tilbuddet om at blive assessor i Højesteret. Et litterært otium var hans ideal.
Allerede i sin skoletid havde han syslet med selvstændige udarbejdelser. Selv siger han, at det var ved læsning af Ludvig Holbergs skrifter, han først fik lyst til at betræde forfatterbanen.Professor Johannes Peder Anchersen fik stor indflydelse på den litteraturelskende unge mand, og efter Anchersens tilskyndelse udgav han 1749 De gamles Krigsskole, aabnet ved de gamle Skribenters, Frontini, Polyæni, Æliani og Arriani, Oversættelser, i fortalen til hvilket skrift han omtaler den udmærkede hjælp, han havde haft af Hans Grams "kostbare og udvalgte Bibliothek", ligesom han med den største berømmelse omtaler Jacob Langebeks tale Videnskabernes Haab under Kong Frederik V's Regering som et mønster i dansk veltalenhed, han kunne ønske at efterligne. Her er nævnt to mænd, der i forbindelse med Johannes Peder Anchersen fik stor indflydelse paa Suhms studieretning, og til hvem han sluttede sig med megen hengivenhed.
Det var i selskab med sådanne mænd, den unge hof- og kammerjunker følte sig hjemme, og det var deres bifald, han søgte at vinde ved sine skrifter. Det har sikkert derfor været en stor glæde for ham i 1750 at blive optaget som medlem af det ved Langebek stiftede Det kongelige danske Selskab for Fædrelandets Historie. Også til Holberg trådte Suhm i nærmere forhold, og det var langt fra, at den unge mand, der ved siden af sine oversættelser af antikkens skribenter også forsøgte sig som dansk komedieforfatter, lod sit mod nedslå, ved at Holberg, efter at have gennemlæst et af hans dramatiske forsøg, gav ham det tilbage med den bemærkning, at det "ikke duede meget". Så tog han fat på oversættelser af Plautus' komedier, og da Holberg heller ikke fandt disse "at være med de bedste", gav Suhm sig efter sin strenge censors forslag til at oversætte franske teaterstykker. Disse forsøg må være lykkedes bedre for ham, da flere af dem blev opførte på Den Danske Skueplads (der senere blev til Det kongelige Teater). At Holberg i det hele har sat ikke ringe pris på den mærkelige unge kammerjunker, der så klart var anlagt for litterær virksomhed, og som fandt sin bedste glæde i lærde og dygtige mænds selskab, viste han ved at ledsage Suhms oversættelse af Pythagoræ gyldne Vers, P. Syri Sentenser og Phædri Fabler (1750) med et meget anbefalende forord. Og vist er det, at Suhm, inden han endnu var 21 år, havde lagt en mærkværdig forfatterevne for dagen og vist en litterær interesserethed, der vel endnu var spredt over et meget stort felt, men dog tydede på, at når han kunne få lykke til at samle sine kræfter om større opgaver, ville han kunne udrette noget betydeligt, da hans arbejdsevne svarede til hans lyst og gaver til litterær virksomhed.
Mens Suhm brugte sine ungdomsår i København til flittige studier og travl syslen med pennen, var der gode venner, som tænkte på at skaffe ham en mere betrygget fremtid end den, han kunne opnå som uformuende litterat. For embedsvejen, der jo ellers lå ham åben, havde noget afskrækkende for ham, da han ikke ønskede at binde sig til bestemte pligter, der kunne fratage ham hans frihed. Noget andet måtte altså forsøges.

## Ægteskab og tiden i Norge
I Trondheim levede dengang generalløjtnant Johan Frederik Frølich, hvis hustru var beslægtet med familien Suhm. Gennem dette ægtepar blev Suhm gjort opmærksom på, at der i Trondheim fandtes en ung og meget rig arvedatter, og at hans fremtid ville være sikret, hvis han kunne vinde hende. Hendes navn var Karen Angell. Hun var født 16. maj 1732 og var eneste levende barn af den rige handelsmand etatsråd Lorents Angell, der var død 19. marts 1751 og hans endnu levende hustru, Sara, født Collett. Det var udsigten til ægteskab med denne unge pige, der drog Suhm til Norge, der siden i en række år holdt ham fast.
I juni 1751 begav Suhm, der kort forinden havde fået titel af etatsråd, sig på vejen til Trondheim ledsaget af to lærde nordmænd, i hvem han havde fundet gode og tro venner, nemlig Benjamin Dass og Gerhard Schøning, af hvilke den første hidtil havde været rektor ved latinskolen i Trondheim, og den anden, der var en discipel af Dass, nu drog op for at overtage styrelsen af nævnte skole. Sammen med disse gennemrejste Suhm nu Norge og kom en måneds tid efter afrejsen fra København til Trondheim. Her synes den sag, for hvilken han var draget så højt mod nord, allerede at have været godt forberedt af ovennævnte general og frue, for Suhm kom, så og sejrede. En uge efter ankomsten blev han nemlig forlovet med Karen Angell. Da hun endnu bar sorg over faderen, fandt brylluppet først sted 19. april 1752. For at få bruden havde Suhm måttet forpligte sig til at blive i Trondheim, så længe hans svigermoder levede og at lade hende sidde i uskiftet bo. Dette kunne allerede være noget tyngende. Værre var det, at afdøde Lorents Angells bror og deltager i handelsforretningen, den siden berømte legatstifter Thomas Angell, der havde boet i hus sammen med broderen og siden med enken, havde tilegnet sig et sådant herredømme i huset og forretningen, at de unge folk måtte tage enhver skilling af hans hånd. Det kunne føre til ubehageligheder og gav da også anledning til sammenstød. Dog forblev Suhm og hans hustru boende i Trondheim – om sommeren på landejendommen Grilstad i Strinden – endnu ni år efter moderens død i 1756. Af deres ægteskab fødtes kun ét barn, sønnen Ulrik Frederik Suhm (født 1761), der blev et meget lovende ungt menneske, men allerede døde 3. januar 1778 til forældrenes store sorg, som de gav et ydre udtryk i den overordentlig skønne og pragtfulde marmorsarkofag, der gemmer hans støv i den nuværende Christians Kirke på Christianshavn, hvor også forældrene fandt deres hvilested.
Suhms ægteskab og ophold i Trondheim førte ham mere ind i det selskabelige liv end tilfældet havde været i København, men i øvrigt fortsatte han sine flittige studier med ikke mindre kraft end før. I forening med Schøning udgav han 1757 Forsøg til Forbedringer i den gamle danske og norske Historie, et skrift som gav anledning til, at Suhm efter grev Johan Ludvig Holsteins forslag 1758 valgtes til medlem af Videnskabernes Selskab i København, blandt hvis skrifter forskellige historiske afhandlinger af ham senere blev optaget, heriblandt Om de danskes og norskes Handel og Sejlads i den hedenske Tid (1762) og Tanker om Vanskeligheden ved at skrive den gamle danske og norske Historie (1763). Da Det Kongelige Norske Videnskabers Selskab blev stiftet 1760 i Trondheim (under navnet Det Trondhiemske Selskab) af biskop Johan Ernst Gunnerus, var Suhm et af dets første medlemmer og leverede flere bidrag til dets skrifter. Under pseudonymet "Philalethus" udgav han Throndhjemske Samlinger I-V (1761-1765), der indeholder afhandlinger og meddelelser af meget broget art, men alt vidnende om Suhms overordentlig udstrakte læsning og hurtige opfattelsesevne.

## Tilbage i København
Efter at have boet 14 år i Trondheim forlod Suhm 1765 med sin familie byen for at tage bolig i København. Anledningen var nærmest den, at det var kommet til et brud mellem ham og hans hustrus farbroder, Thomas Angell, hvilket førte til, at sidstnævnte testamenterede sin store formue til velgørende øjemed. Sagnet fortæller, at Suhms frue en aften, da de havde selskab, havde glemt at lade den gamle mand få sin sædvanlige aftengrød op i sin stue, og følgen blev, at han flyttede ud af den gamle gård, som han ellers kun forlod de to gange om året, han gik til alters, og at hans broderdatter og hendes mand mistede udsigten til at arve ham. For øvrigt havde Suhms lærde venner i København længe ønsket, at han skulle være dem nær, hvad hans egne studier også gjorde ønskeligt for ham, især da det blev ordnet således, at hans tro studiefælle Gerhard Schøning samtidig kunne ombytte rektoratet i Trondheim med et professorat i Sorø, mens den tidligere nævnte trondheimske ven magister Benjamin Dass allerede i en del år havde boet i København, hvorfra han på en vittig og underholdende måde havde holdt Suhm ajour med de litterære forhold og personligheder i hovedstaden.
Efter at Suhm selv var kommet til København, hvor hans moder (død 1767) endnu levede, købte han en anselig gård i Pustervig med rum for hans allerede betydelige og stadig voksende
bogsamling samt tilhørende have (til dels den nuværende Hauser Plads), hvor han i to pavilloner havde sin samling af mærkelige naturgenstande og andre rariteter. Senere erhvervede han en lystgård i Øverød (Suhmsminde, nedrevet 1959), hvor han med familie opholdt sig om sommeren og rigtig havde lejlighed til at tilfredsstille sin passion for havevæsen. Både her og i hovedstaden førte han et ret selskabeligt liv, og dog fandt han tid til læsning og excerpering af så talrige bøger, at næppe ret mange i den henseende har overgået ham. Hans litterære interesser strakte sig over et bredt felt: Historie, teologi, filosofi, økonomi, politik, æstetik og litterær kritik lå inden for hans synskreds, og i alle disse fag og vel endnu flere har han optrådt som forfatter, om han end ikke stak lige dybt i dem alle. Hans tænkeevne var levende, og han arbejdede med stor lethed. Desuden besad han en lykkelig sindsligevægt, noget, der bidrog til, at han blev afholdt af alle. En ung svensk videnskabsmand, J.H. Lidén, der 1768 besøgte København og jævnlig kom til Suhm, skriver om ham:
Han er, som mig synes, et af de faa lykkelige mennesker: Ejer af alt, hvad man kan ønske sig, har han et tilfreds og stille sind, er ikke afhængig af nogen,søger sin glæde hos sig selv og blandt sine bøger, hvilke han forstår at benytte, og blandt hvilke han trives bedst.
Statsembeder ønskede han ikke, og ydre æresbevisninger søgte han ikke, om de end søgte ham, da han 1769 blev konferensråd, 1774 kammerherre og 1787 kongelig historiograf, i hvilken anledning Rasmus Nyerup som festskrift udgav Anders Sørensen Vedel, Om den danske Krønnike at beskrive med et tillæg om de kongl. danske Historieskrivere. 1785 blev Suhm medlem af den kommission, der skulle komme med forslag til forbedringer ved Københavns Universitet
og de lærde skoler (latinskoler). Suhm kom også i kontakt med samtidens intellektuelle skikkelser, bl.a. historikeren Niels Ditlev Riegels der ligesom han delte mange for datiden frisindede overbevisninger.

## I tidens debat
I politisk og social henseende var Suhm ualmindelig frisindet, og han hilste trykkefrihedsforordningen af 14. september 1770 med glæde, da han håbede at den ville bidrage til at udbrede kundskab, forjage dorskhed, berige sproget og bringe modersmålet i ære, som det højlig trængte til, da, som han sagde, mange af de store, selv af dem, der beklædte statens høje embeder, kunne være hele deres livstid i Danmark uden at tale eller forstå dansk. De slette skrifter, som den ubundne skrivefrihed ville fremkalde, håbede han ville synke til bunds, mens de gode vilde bevare deres værd. Suhms misfornøjelse med de store begunstigelser som fremmede nød, mens landets børn tilsidesattes, kommer også frem i den Udsigt over Videnskabernes og de smukke Kunsters Tilstand i Danmark og Norge i Aaret 1771, der udkom anonymt på fransk og snart efter oversattes til dansk. Heri siger han nemlig bl.a.:
Imedens man pensionerer fremmede lærde, som bo her i Landet, imedens man overøser lærde uden for Landet med Foræringer, lader man de indfødte lærde vansmægte, kjender dem ikke eller ringeagter dem og læser ikke, hvad de skrive. Det, som paa en Maade kan tjene til Undskyldning for de store, er, at de ikke forstaa Landets Sprog.
I samme skrift taler Suhm også i stærke ord Norges sag:
Norge er næsten blottet for alle Midler til Oplysning. Det forekommer mig, at de danske af en lav Misundelse og ugrundet Ængstelighed søge at forevige Uvidenhed der i Riget. Der gives intet Akademi, intet Universitet, ingen offentlig Bogsamling. De Nordmænd, som vil studere, maa rejse
ned til Kjøbenhavn.
I det hele holdt Suhm af at give sit bidrag til besvarelsen af dagens brændende spørgsmål, og han gjorde det ofte med fynd og klem. Skulle den offentlige mening have et prægnant udtryk, følte Suhm kald til at være ordfører, og mange så hen til ham som til den, hvis ord man i bevægede tider gerne ville høre. Det brev Til Kongen, som Suhm udgav efter hofrevolutionen 17. januar 1772, vakte en opmærksomhed og et bifald over hele riget, ja vel endog i hele Norden, som næppe noget andet skrift nogen sinde havde gjort, og vidner om en oprigtighed og frimodighed hos dets forfatter, som i høj grad må tiltale, selv om adskillige udtryk nu må synes overspændte og smagløse. Det udkast til en konstitutionel statsforfatning, som Suhm omtrent samtidig overrakte Ove Høegh-Guldberg, vandt derimod ingenlunde denne statsmands bifald og forblev ukendt for almenheden, indtil Nyerup efter Suhms død udgav det (i Suhmiana) og derved nær var kommet i en slem forlegenhed, da det måtte synes at være et forsøg på at omstyrte Kongeloven. Anonymt udgav Suhm Til mine Landsmænd og Medborgere, de danske, norske og Holstenere (1772), et fortræffeligt lille skrift, der fælder en streng dom over Johann Friedrich Struensees fremfærd i mange sager, men dog også anbefaler bevarelsen af flere af hans foranstaltninger, særlig trykkefriheden, der "befordrer Videnskaberne, gjør, at et Folk føler sig, giver Frihed, Styrke og Rigtighed i Tankerne og lægger Sandheden for Dagen".

## Forfattervirksomhed
Den ret omfangsrige æstetiske produktion, som Suhm i de følgende år udfoldede, vil senere blive omtalt. Her drejer det sig om den forfattervirksomhed, der mere end noget andet vil bevare hans navn gennem tiderne, nemlig hans historieskrivning. Med forbigåelse af mindre vigtige skrifter og afhandlinger skal da først fremhæves hans Danmarks, Norges og Holstens Historie i Udtog, til den studerende Ungdoms Tjeneste (1776), en for sin tid fortrinlig skolebog og den første af sin slags, der har bidraget overordentlig til udbredelse af historisk kundskab hos folket (ofte oplagt på ny, sidst 1832 ved Erich Christian Werlauff). Længe havde Suhm, opmuntret af sine venner, forberedt sig til at levere en udførlig fremstilling af Danmarks historie fra de ældste tider af. En række, til dels meget omfangsrige, skrifter fra hans hånd danner indledning til dette hans hovedværk, såsom: Forsøg til et Udkast af en Historie om Folkenes Oprindelse i Almindelighed (1769), Om de nordiske Folks ældste Oprindelse (1770), Om Odin og den hedniske Gudelære og Gudstjeneste udi Norden (1772), Historie om de fra Norden udvandrede Folk (to bind, 1772-1773), Kritisk Historie af Danmark (fire bind, 1774-1781) og Genealogiske Tabeller til samme (1779).
Det var i sandhed en bred grundvold (omkring 5000 kvartsider), Suhm således havde søgt at lægge for sit værk. Men med undtagelse af skriftet om Odin, der i sin tid bidrog til at vække sansen for nordisk mytologi og derved virkede inspirerende på flere danske digtere, samt partier af den Kritiske Historie, er det meste af disse indledende undersøgelser nu ret betydningsløst. Anderledes er det derimod med Suhms Historie af Danmark I-XIV (1782-1828), der er et såre velforsynet historisk forrådskammer. I sin helhed er det et kæmpeværk, der viser den mest udstrakte læsning af alle da tilgængelige kilder, som på nogen måde kunne tænkes at ville kaste lys over Danmarks historie, taget i videste betydning, idet meget af nabolandenes historie er inddraget i fremstillingen, når der var mindste anledning dertil. Det er ikke nogen pragmatisk historie, men nærmest en årbog med indstrøede bemærkninger og ræsonnementer, der vidner om Suhms sunde sans, hans retsind og billighed. Som bogen er, var den i lang tid uundværlig for enhver, der syslede med dansk middelalders historie, men ingen vil kunne holde ud at læse den igjennem for sin fornøjelses skyld, dertil er stofmængden for stor og fremstillingen for bred. Men hvad der nu til dags kun kunne tænkes udført af flere samarbejdende historikere, det udførte Suhm alene, dreven af en levende kærlighed til fædrelandet og dets historie og støttet af en arbejdskraft og arbejdslyst, som sjældent findes. Det er ganske vist ikke vanskeligt at finde fejl eller vidnesbyrd om svigtende kritik i Suhms store værk, men der er meget sandt i Caspar Paludan-Müllers dom over værket:
Fordi man ikke kan lukke Øjnene for Manglerne og Svaghederne i Suhms Værk, vilde det være ikke alene urigtigt, men taabeligt, om man vilde skyde det til Side som et Foster af en uoplyst Tids forældede og overvundne Anskuelser. Omfanget af hans Værk, Massen af den Kundskab, han meddeler, vil altid gjøre ham og det umisteligt. Hundrede Aar ere hengaaede, siden han udsendte sine første Tomer; men endnu vender enhver, der søger Oplysning om vor ældre Historie, sig først til ham, og saaledes vil det sandsynligvis vedblive ogsaa i Fremtiden; thi det er vel ikke for dristig en Forudsigelse, at Danmark ikke tør vente sig en ny Suhm, der gjør den gamles Gjerning om igjen ved at samle det hele historiske Stof i en saadan Række stærke Kvarter.
En praktisk ulempe, som føles stærkt ved brugen af værkets første dele, er det, at en opregning af de benyttede kilder, uden henvisninger i det enkelte, sædvanlig er bunket op ved hvert års slutning, hvilket gør opregningen så godt som unyttig. Senere hen er denne uheldige fremgangsmaade dog forladt. Påskønnelse fortjener det, at navnlig de sidste dele af værket er ledsagede af ret rigelige diplomsamlinger, hvilket dog måske især er udgiverens (Rasmus Nyerup) fortjeneste.
Det havde været Suhms plan i sin historie at gå frem til Christoffer 3. af Bayerns død i 1448, men i sin udarbejdelse nåede han kun til 1400. Ved hans død var af de 14 bind endnu kun de seks første udkomne. Udgivelsen af de sidste otte bind besørgedes dels af Abraham Kall, dels (og især) af Rasmus Nyerup. Uden den sidstes store kærlighed til den afdøde og uden hans udholdenhed og nøje kendskab til Suhms næsten ulæselige håndskrift var værket næppe kommet for lyset, i hvert fald ikke i så god en skikkelse som den, hvori det nu foreligger.
De gode økonomiske vilkår, hvori Suhm befandt sig, og hans levende gavnelyst satte ham i stand til paa forskellige andre måder at fremme den historiske litteratur. Således bragte han ved sit ædelmodige tilbud om eventuelt at afholde udgifterne ved trykningen af Jacob Langebeks Scriptores rerum Danicarum til at vove udgivelsen af dette betydningsfulde værk, og efter Langebeks død i 1775 fortsatte Suhm selv udgivelsen af samme (Tom. IV-VII). Han bekostede udgaven af Abulfedæ Annales Moslemici, fem bind (ved J.G.C. Adler), af en række islandske sagaer (ved forskellige islændere), ligesom også af de værdifulde Samlinger til den danske Historie, der nu sædvanlig betegnes med hans navn, hvilke han lod yngre historikere udgive, især efter manuskripter i hans egen bogsamling (1. række, 1779-84, ved B.C. Sandvig i to store kvartbind, 2. række, 1792-95, kaldet Nye Samlinger, ved Rasmus Nyerup i fire mindre kvartbind).
En stor og fortjent berømmelse erhvervede Suhm desuden ved at åbne sin store og fortrinlige bogsamling, der til sidst udgjorde omkring 100.000 bind, til offentlig brug på en tid, da Det Kongelige Bibliotek og Københavns Universitetsbibliotek endnu ikke, eller kun i meget ringe grad, var tilgængelige for den større almenhed. Intet under derfor, at Suhms navn blandt videnskabens dyrkere både hjemme og ude var højt agtet og elsket, hvortil hans vennesæle væsen og store hjælpsomhed over for enhver, der kom i nærmere forbindelse med ham, også i væsentlig grad bidrog. Humanitet, kærlighed til mennesker og ædelt frisind var grundtræk i hans karakter. Det var derfor velfortjent, når skønsomme medborgere 1797 ærede ham ved at lade præge en medalje med hans billede. Hans død vakte stor og almindelig deltagelse. De mindre fordelagtige rygter, som i sin tid havde sneget sig om vedrørende Suhms privatliv, var og bør helst være glemte.
En stor del af Suhms mindre skrifter og afhandlinger udkom i en samlet udgave 1788-1799 i 16 bind. Deraf indeholder 15. bind Suhms levned ved Rasmus Nyerup, som i 16. bind også leverede Suhmiana, en del førhen mest utrykte småstykker, der fandtes blandt Suhms efterladte papirer.
Suhms tidligere nævnte hustru, Karen født Angell, døde 11. juli 1788. Den omstændighed, at Suhm havde taget hende for pengenes skyld, undlod ikke at efterlade mindre heldige spor i deres samliv. Få måneder efter hendes død ægtede Suhm 18. oktober 1788 Christiane Becker, hofapoteker J.G. Beckers 24-årige, smukke og livlige datter, der blev hans "Alderdoms Trøst og Glæde". Hun overlevede ham kun i fem måneder og døde 7. februar 1799 efter at have født en datter, gennem hvem der endnu lever efterkommere af Suhm, men med Tyskland som fædreland.
Suhm havde med sin første hustrus bifald bestemt sin store bogsamling til fremtidig at blive en offentlig stiftelse og havde tænkt at testamentere sin formue til samlingens vedligeholdelse og
forøgelse. Disse "medicæiske Planer" blev dog forandrede efter hans nye giftermål, og 1796 blev det afgjort, at samlingen skulle indlemmes i Det Kongelige Bibliotek, mod at staten fremtidig ydede Suhm og hans hustru en livrente. Da de begge døde få år derefter, fik Det Kongelige Bibliotek på den måde den store bog- og håndskriftsamling billigt.

## Skønlitterær- og kritikervirksomhed
Som skønlitterær forfatter er Suhm langtfra af høj rang, selvom han af sin samtid sattes i første række, og dog har hans "nordiske fortællinger" haft stor betydning for eftertiden som det første i sit slags. Gennem dem har han skabt en ny digtform, der blev dyrket og efterlignet, ikke blot af en digter som Ole Johan Samsøe, men selv af Adam Oehlenschläger og N.F.S. Grundtvig, og som bidrog meget til at vække interessen for det gamle Norden.
Allerede i hans tidligste ungdom stod hans hu til "at opnå at skrive som Holberg", og kun 20 år gammel udgav han sit første æstetiske forsøg, Samtale efter Luciani Maade imellem Lyciscum og Aristidem og Thrasybulum (1748), året efter fortsat i Samtale imellem Lyciscum, Aristidem og Lampriam, to småstykker i græsk iklædning, der går ud på, at kysk elskov og filosofi godt kunne forliges. Senere (1761) fælder Suhm selv den hårde – men ret træffende – dom over dem, at "de beskrive en unaturlig og tvungen Kjærlighed i en almindelig Stil [...] Overalt findes her intet andet end romansk og daarlig forliebt Sladder." Allerede inden disse to arbejder skrev han en komedie: Den uformodentlige Lykke, som han gav Holberg til bedømmelse og fik tilbage med besked om, at den "ikke duede meget". Fra hans første forfatterår stammer endvidere nogle oversættelser fra græsk og latin, som skaffede ham stor anerkendelse, og en anden meget tarvelig komedie: Den fuldkomne Kjærlighed (trykt i Throndhjemske Samlinger III, 1763). Det er sikkert læsningen af
Holbergs komedier, der fik Suhm til at forsøge sig som komedieskriver, og det er muligt, at Holberg gerne har villet hjælpe ham på vej, idet han fik Suhm til at oversætte to franske komedier for teatret.
I de ovennævnte Throndhjemske Samlinger (1761-65) optræder Suhm også som kritiker, hvor han inddeler de anmeldte værker i "gode nye bøger" og "slette nye bøger". Rousseaus Émile kommer ind under den sidste kategori, fordi den foreslåede opdragelsesmetode var "ugjørlig". Den Klopstockske odedigtning var ham også imod som "uforstaaelig og opskruet Snak". Senere indskrænkes hans kritiske virksomhed til censurerne i Selskabet til de skjønne og nyttige Videnskabers Forfremmelse, hvor han blev medlem 1772, lige efter at han havde vundet selskabets pris for sin nordiske fortælling Sigrid eller Kjærlighed Tapperheds Belønning. At Suhm var forfatteren, fik man først senere at vide. I stedet for navneseddel fandtes kun en seddel, hvor der stod: Bene vixit, bene qvi latuit. Dette værk gjorde almindelig lykke:
Alle erkjendte, at Titelen: Forfatteren af Sigrid [...] var en Hæderstitel af mere sand Værdi end hvilken som helst Titel, der kunde meddeles af noget Hof. (Rasmus Nyerup)
Emnet er taget fra Saxos bekendte fortælling, og Suhm har behandlet det sødlig og sentimentalt med "moral" som topfigur på kransekagen, altså just i tidens smag. Han havde i sine fortællinger – siges der i en anmeldelse af den senere fortælling Alfsol – ikke moderniseret sine helte à la française; dog var han heller ikke blevet sandheden tro til ækelhed. Allerede før Sigrid udkom, havde Suhm udgivet Idyller og Samtaler (1772), der blev averteret med det tillæg: som næppe finder sin Lige i dette Slags, en række skildringer, dels i fuldstændig traditionel hyrdestil med de velkendte hyrdenavne, dels også med nordiske navne og forsøg på sagatone i sproget, men parykkerne og fiskebensskørterne stikker igennem trods al "nordiskhed". Sin nordiske digtning fortsatte Suhm i de følgende år med fortællinger som Gyrithe, Frode, De 3 Venner eller Hjalmar, Asbjørn og Orvarodd, Alfsol o.a. Ved De 3 Venner er der det mærkelige, at "den værdige Forfatters Yndlingstanke synes at have været den, at de 3 nordiske Hovedfolk bør anse hverandre for Brødre" (Abrahamson), altså en første spire til litterær forskandinavisme.
1774 skrev Suhm en politisk nøgleroman, Euphron, som han lod trykke i to udgaver, den ene bestemt til uddeling til gode venner. Den privatuddelte udgave indeholdt en række "regeringsregler", som var udtryk for Suhms egne liberale og progressive politiske overbevisning. Som medlem af Selskabet til de skiønne og nyttige Videnskabers Forfremmelse fik Suhm udsat en præmie (på indtil 1000 rigsdaler) for det bedste episke digt, og han udkastede selv plan til et sådant om den nordiske mytologi, et arbejde, som han imidlertid aldrig kunne have evnet trods al sin flid. Men ved dette som ved sine nordiske fortællinger kom han til at stå som en vejviser hen imod den genfødelse, som ved Oehlenschlägers fremtræden skulle bryde frem i hele det danske åndsliv: Suhm var her "Nattens Grubler", der "flittig grunder", men den skat, han ikke kan hæve, den finder "Naturens muntre Søn", uden grublen, "med Lethed ved et Under".